# Larbi
Ne doit pas être confondu avec Lerbi.
Larbi est une localité située dans le département de Kampti de la province du Poni dans la région Sud-Ouest au Burkina Faso.

## Géographie
Larbi est un village sur frontière entre le Burkina Faso et la Côte d'Ivoire, située à moins de 200 m au sud. Il est à environ 30 km au sud de Kampti, le chef-lieu du département, et à 7 km au sud-ouest de Galgouli et de la route nationale 12.

## Santé et éducation
Le centre de soins le plus proche de Larbi est le centre de santé et de promotion sociale (CSPS) de Galgouli tandis que le centre médical est à Kampti et que le centre hospitalier régional (CHR) de la province se trouve à Gaoua.